# Stepowanie

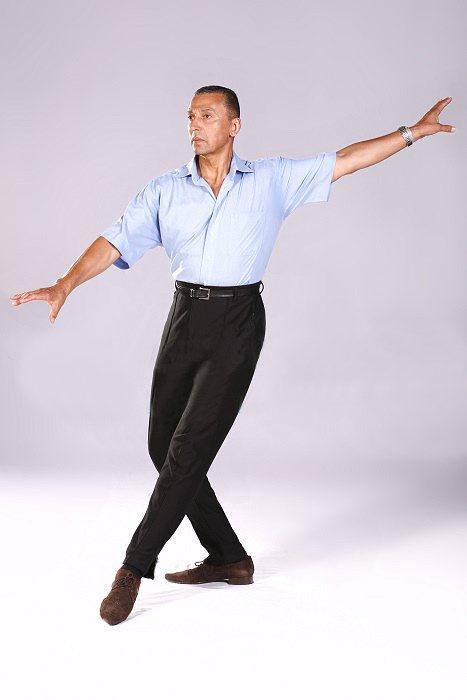
Benjamin Feliksdal

Stepowanie (ang. step – krok) – rodzaj tańca polegający na wystukiwaniu rytmu za pomocą butów podkutych metalowymi blaszkami. Oprócz ruchu stóp tancerz może także poruszać całym ciałem, w zależności od stylu stepowania, bądź efektu jaki chce się uzyskać. W stepie irlandzkim tancerze tradycyjnie trzymają ręce splecione za sobą utrzymując korpus wyprostowany, w stepie amerykańskim wraz z plastycznym korpusem biorą czynny udział w tańcu.
Step popularny był szczególnie w latach trzydziestych XX wieku, obecnie głównie w musicalach. Jednym z bardziej znanych stepujących tancerzy był Fred Astaire. Jednym z najbardziej znanych utworów muzycznych wykorzystujących step jest „Singing in the rain” z filmu muzycznego Deszczowa piosenka. Do dziś step uchodzi za jedną z czołowych umiejętności tanecznych aktora musicalowego. W krajach anglojęzycznych step znany jest jako tap dance. W Polsce przyjęła się nazwa stepowanie (step). Jednym z najbardziej znanych tancerzy stepowania w Polsce był Andrzej Rosiewicz, który wiele swych piosenek wykonywał w trakcie stepowania.